# Hikutavake
El poblado de Hikutavake es un municipio y un distrito electoral en la isla de Niue (Polinesia, Océano Pacífico Sur). Es uno de los 14 pueblos existentes en la isla de Niue. Contaba en el año 2011 con 40 habitantes, y una superficie de 10,17 km². Se encuentra en la costa nororiental de dicha isla, en la región histórica de la tribu Motu, la cual cubría la mitad norte de la isla.

## Demografía
Evolución demográfica
| Gráfica de evolución demográfica de Tamakautoga entre 2001 y 2011 |
|                                                                   |
|                                                                   |

## Turismo
Justo al norte de la localidad se encuentran el arco Tavala, una formación de cuevas muy profundas, y el abismo Matapa, un pequeño canal que llega hasta el mar, donde los reyes de Niue solían nadar.